# Wellington Rocha dos Santos
Wellington Rocha dos Santos, auch als W. Santos bekannt, (geboren am 4. Oktober 1990 in São Paulo) ist ein brasilianischer ehemaliger Fußballspieler.

## Karriere

### Verein
Wellington begann seine Karriere 2006 beim FC São Paulo. Außerdem spielte er bei der AC Florenz und bei Grêmio Osasco Audax EC in der Jugendliga. 2010 unterschrieb er seinen ersten Profivertrag bei der Marília AC.  2013 wechselte er zum Cotia FC und zum Bangkok FC. Seit 2014 steht er bei PSIR Rembang unter Vertrag.

### Nationalmannschaft
Er absolvierte je vier Länderspiele in der osttimoresischen U-23 und der osttimoresischen A-Nationalmannschaft.